# Lilian Westcott Hale

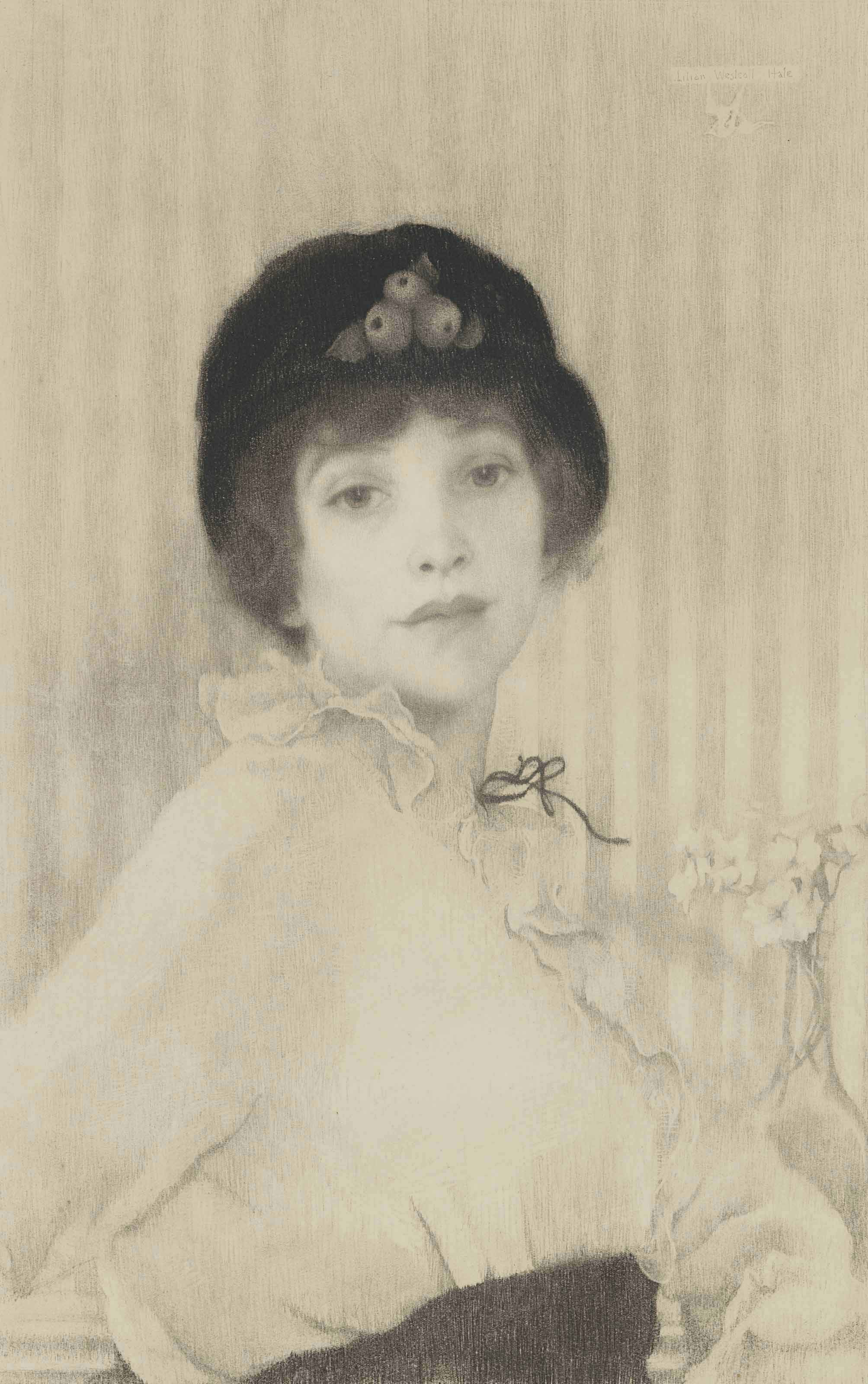
Portrait of a Woman, aus: (R.V.S. Berry: Lillian Westcott Hale–Her Art, The American Magazine of Art, vol. XVIII, no. 2, February 1927, pp. 67–68)

Lilian Westcott Hale (* 7. Dezember 1880 in Bridgeport, Connecticut; † 3. November 1963 in Saint Paul, Minnesota) war eine US-amerikanische Malerin des Impressionismus, die vor allem für ihre Mädchenporträts und Interieurs bekannt ist. Sie wird der Boston School des amerikanischen Impressionismus zugerechnet.

## Leben
Lillie Coleman Westcott war die Tochter von Edward Gardiner Westcott und Harriet Clarke. Ihr Vater war Präsident der Bridgeport Sharp’s Rifle Company und später Schatzmeister der Bridgeport Lee Arms Company. Ihre künstlerische Ausbildung begann sie an der Hartford Art School bei Elizabeth Stevens. 1899 studierte sie bei William Merritt Chase an der Shinnecock Hills Summer School of Art auf Long Island. Anschließend setzte sie ihr Studium an der School of the Museum of Fine Arts in Boston bei Edmund Tarbell fort. Dort lernte sie den Künstler Philip Leslie Hale kennen, den sie 1902 heiratete. Das Paar ließ sich in Dedham, Massachusetts nieder und bekam 1908 eine Tochter, die spätere Schriftstellerin Nancy Hale. Im Jahr 1931 wurde sie zum ordentlichen Mitglied der National Academy of Design ernannt. Nach dem Tod ihres Mannes im selben Jahr zog sie sich zunehmend aus der öffentlichen Kunstszene zurück und widmete sich vor allem Porträts ihrer Familie. 1955 zog sie nach Virginia, um näher bei ihrer Tochter zu sein, und verbrachte dort ihre letzten Lebensjahre.
Ihre Werke wurden in zahlreichen Ausstellungen gezeigt, unter anderem in der Guild of Boston Artists, dem St. Botolph Club, der Copley Society und dem Boston Art Club sowie in New Yorker Galerien wie der Arlington und der Grand Central Gallery. Sie erhielt zahlreiche Auszeichnungen, darunter eine Bronzemedaille auf der Internationalen Ausstellung in Buenos Aires 1910, eine Goldmedaille und die Ehrenmedaille für Zeichnung auf der Panama-Pacific International Exposition 1915 sowie Preise der National Academy of Design in den Jahren 1924 und 1927.

## Werk
Lilian Hale  war bekannt für ihre fein ausgearbeiteten Kohle- und Pastellzeichnungen sowie für ihre Gemälde. Obwohl sie auch Stillleben und Landschaften schuf, lag ihr Schwerpunkt auf Porträts, insbesondere von Frauen und Kindern. Ihre Porträts fangen oft stille, nachdenkliche Momente ein und zeigen ihre Fähigkeit, die Persönlichkeit ihrer Modelle einzufangen. Sie verwendete häufig natürliches Licht und legte großen Wert auf die Darstellung von Texturen und feinen Details, die oft durch Tausende feiner vertikaler Striche erzielt wird.

## Auswahl

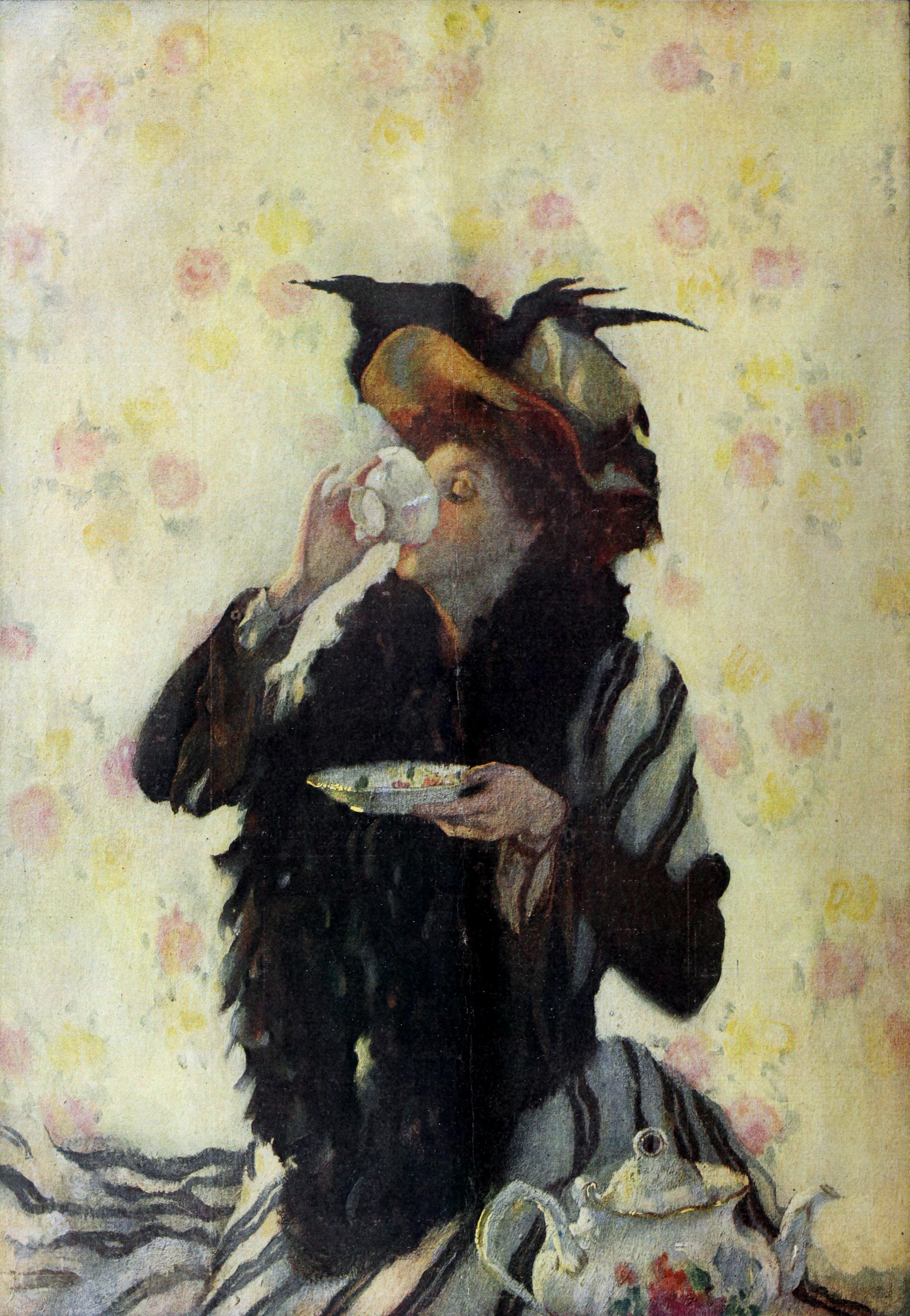
A Cup of Tea, 1909, für Collier’s magazine
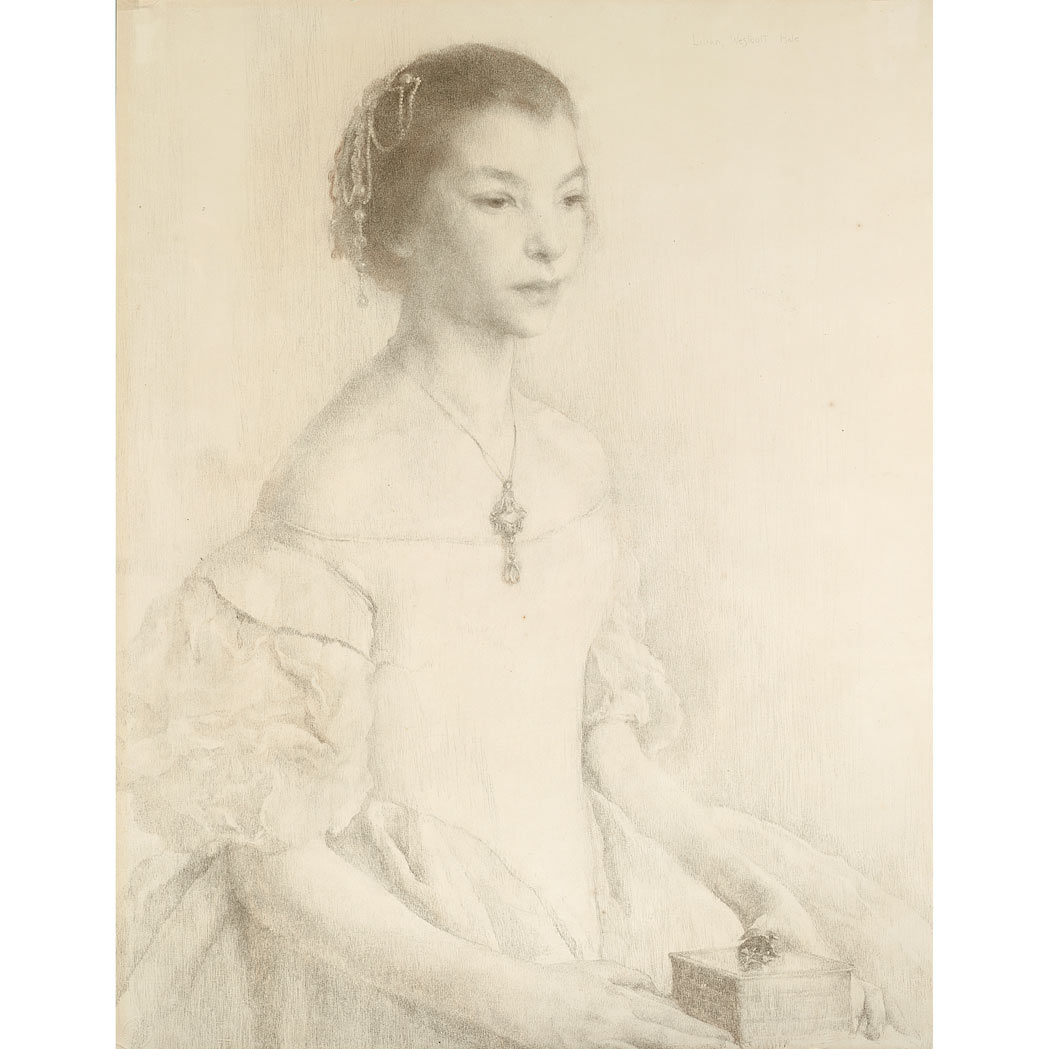
Polish Princess, ca. 1918
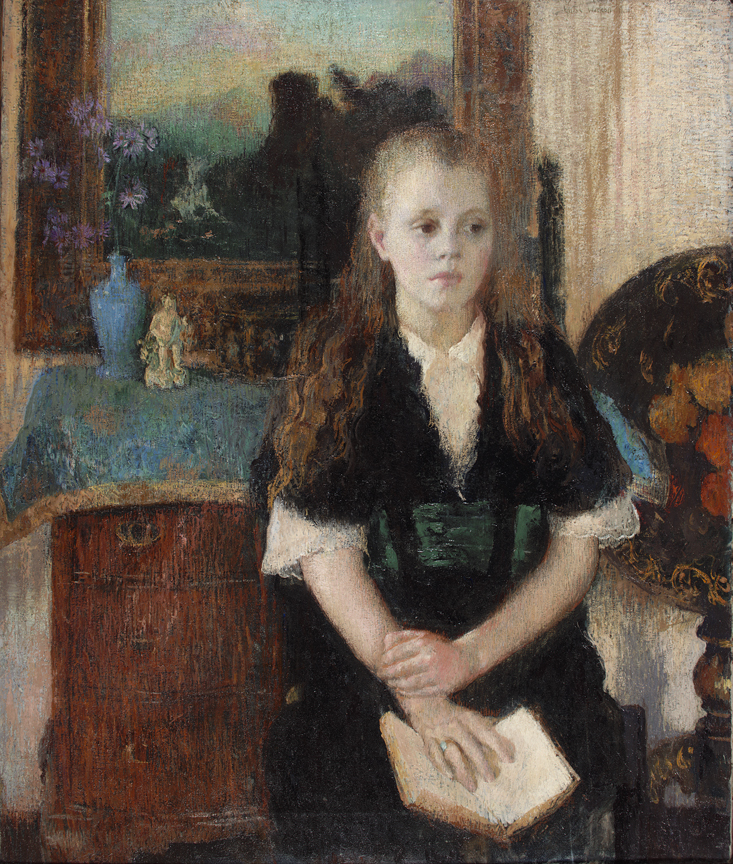
When She Was a Little Girl, 1919. Pennsylvania Academy of the Fine Arts
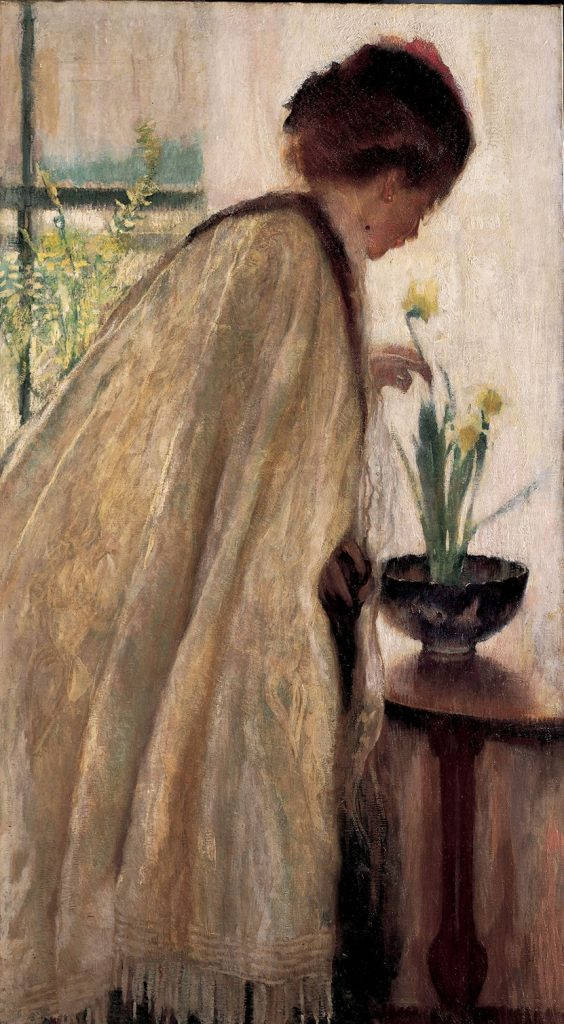
Daffy Dow Dilly, 1908. Farnsworth Art Museum
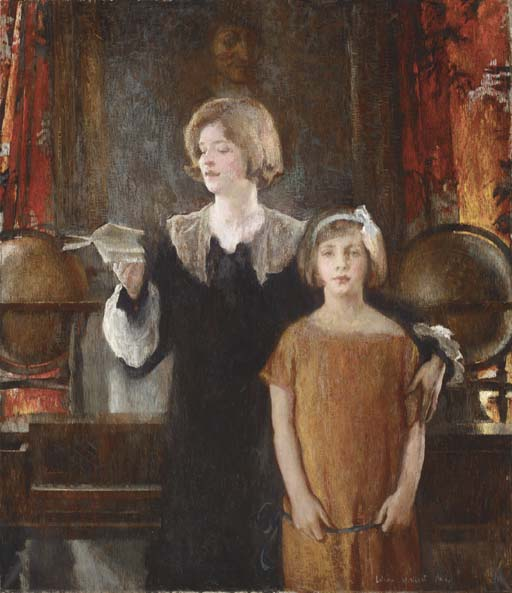
Song of the Spheres, ca. 1924
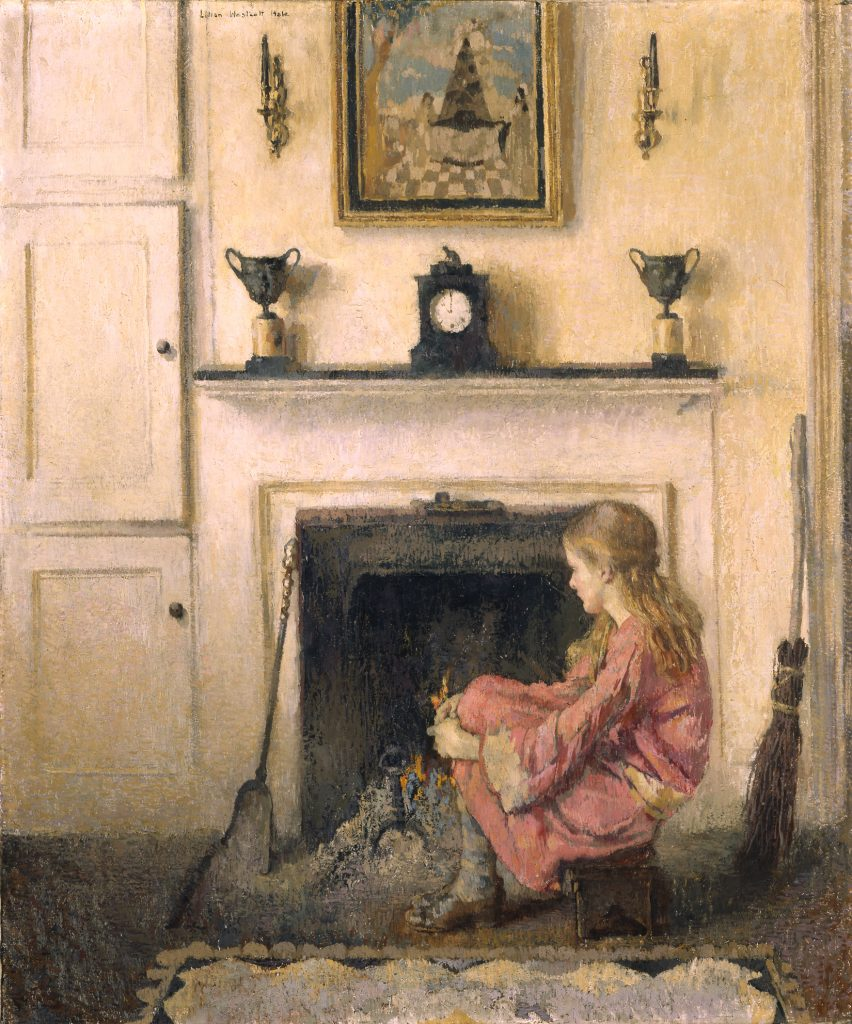
Alice (Sit-by-the-Fire), 1925. North Carolina Museum of Art
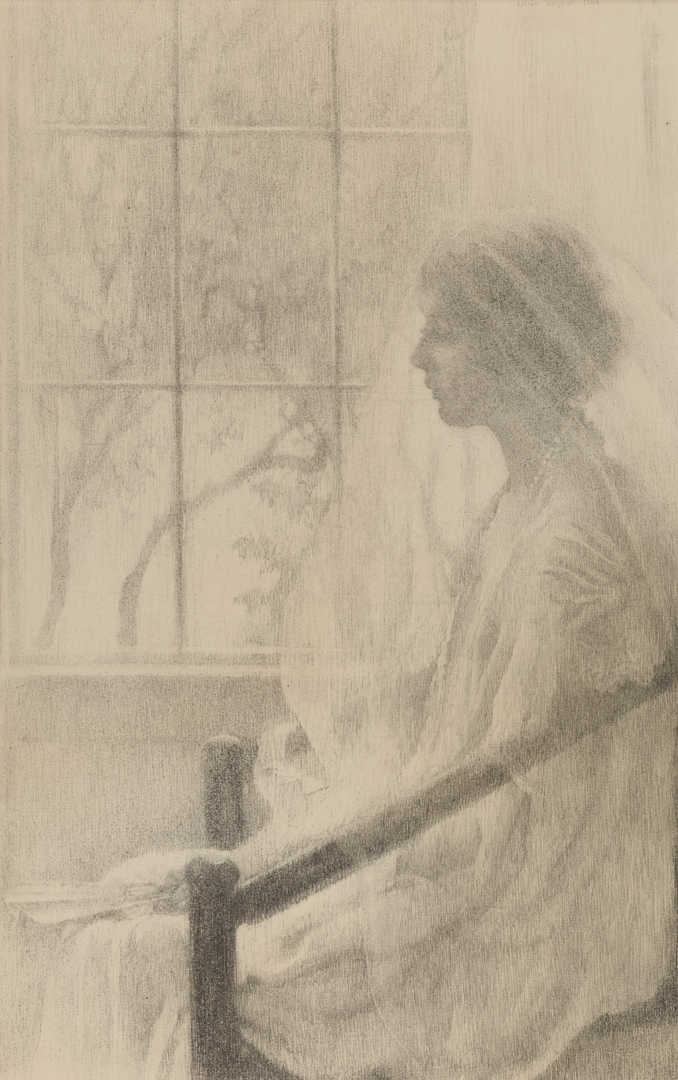
The Veil, ca. 1916. Pennsylvania Academy of the Fine Arts
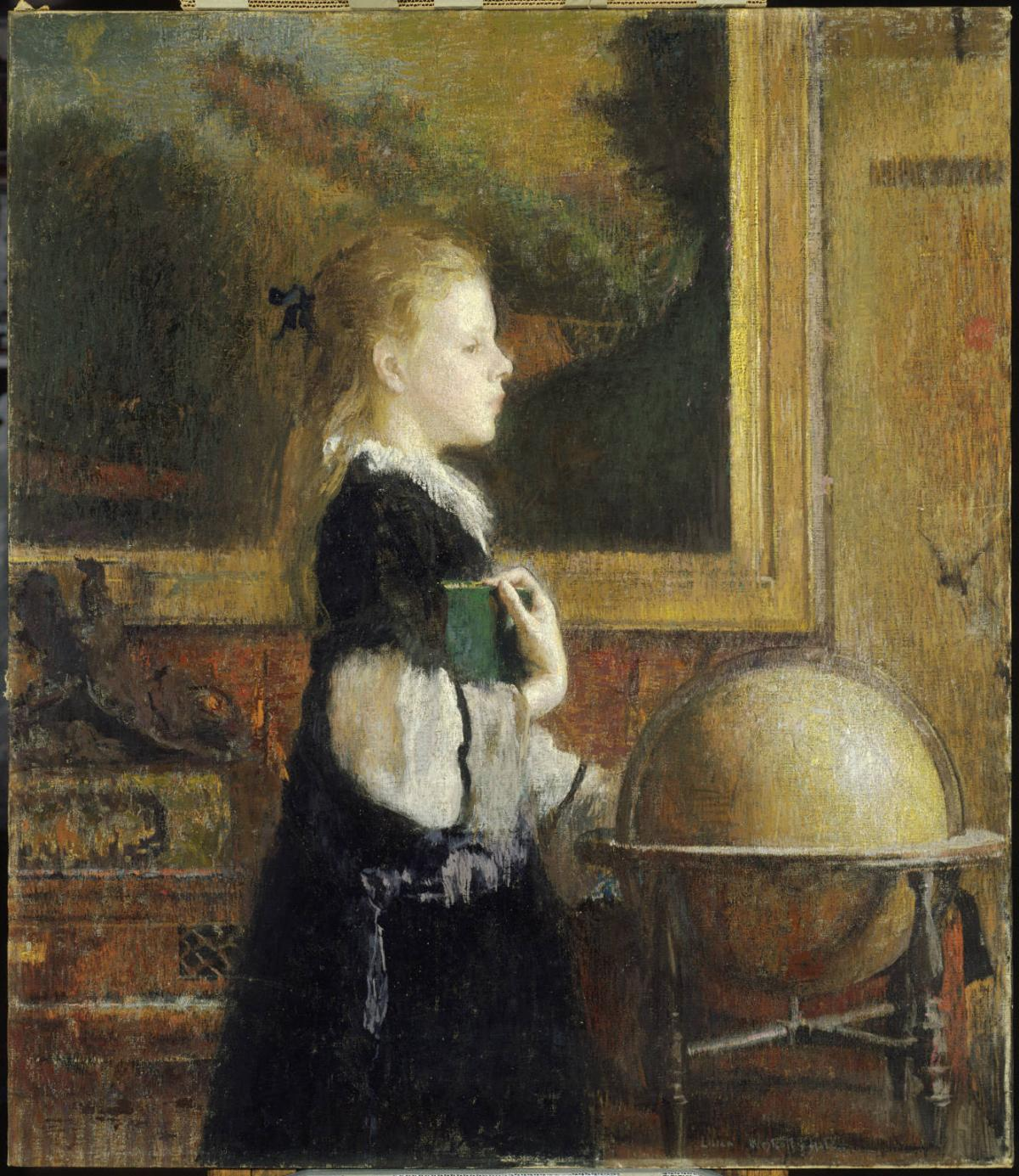
Home Lessons, 1920. Phillips Collection